# Завадовський Іван (золотар)
Іва́н Завадо́вський — український золотар XVIII століття.
Працював у Києві. 1747 року для іконостаса Софійського собору в Києві виконав срібні царські врата у стилі бароко (разом із Петром Волохом, за моделлю Семена Тарановського; не збереглися).